# Kinnie

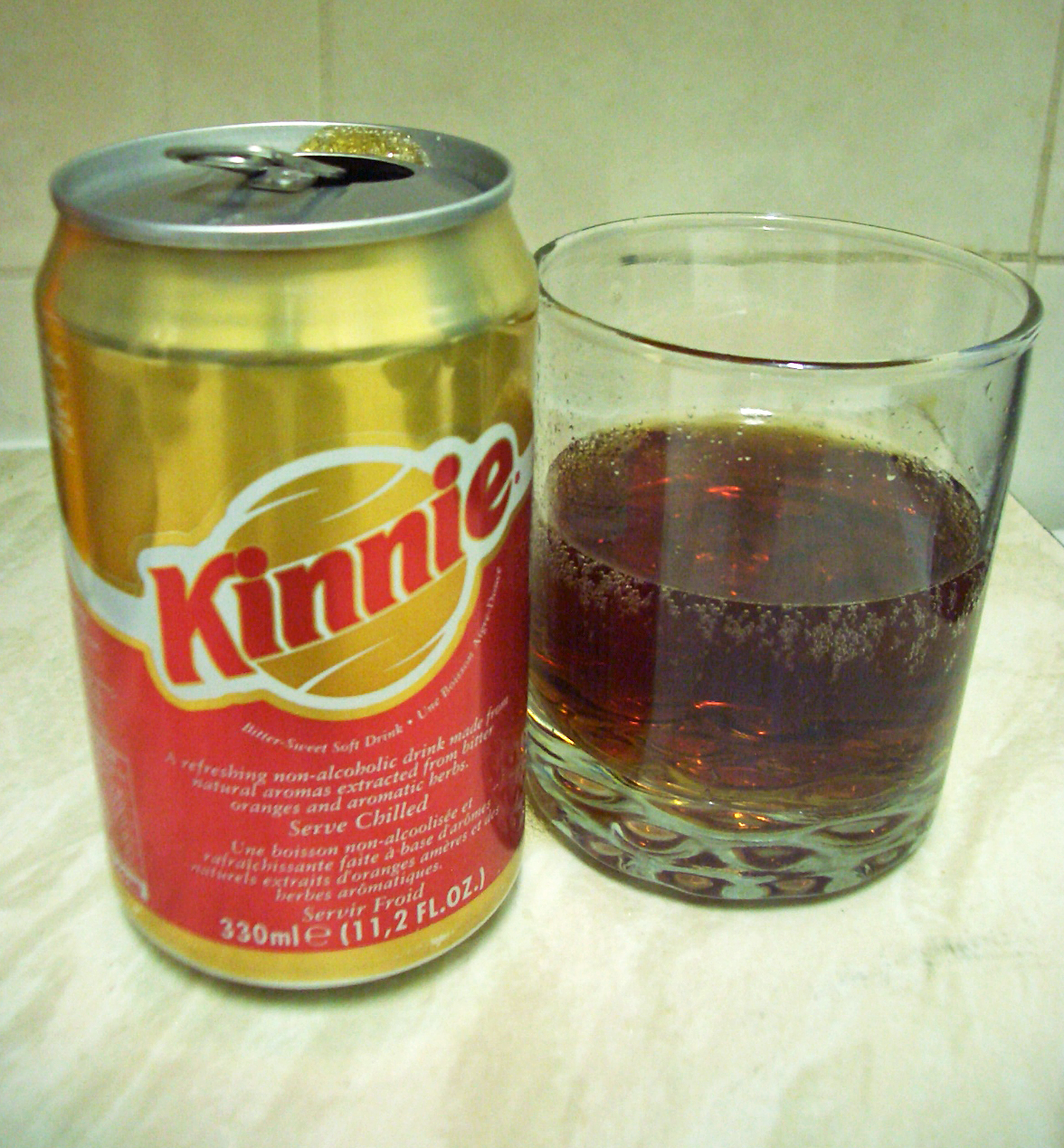
Kinnie

Kinnie är en alkoholfri, bittersmakande kolsyrad läskedryck tillverkad av pomerans och flera olika kryddörter. Kinnie lanserades 1952 av Simonds Farsons Cisk på Malta.
I början av 2000-talet var Sverige den största marknaden för Kinnie utanför Malta.

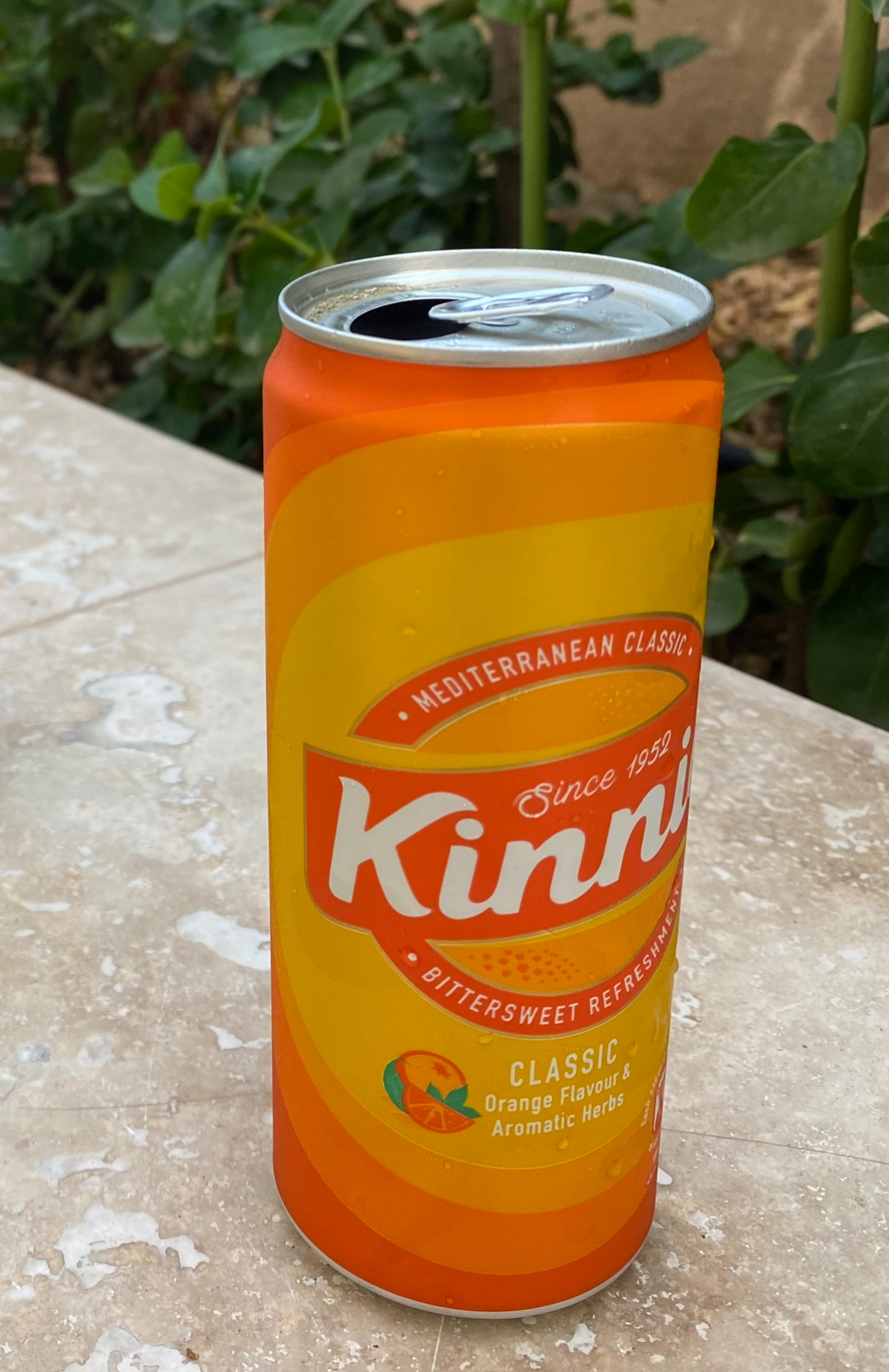
Kinnie på Malta på hösten 2023.